# Zenia Larsson

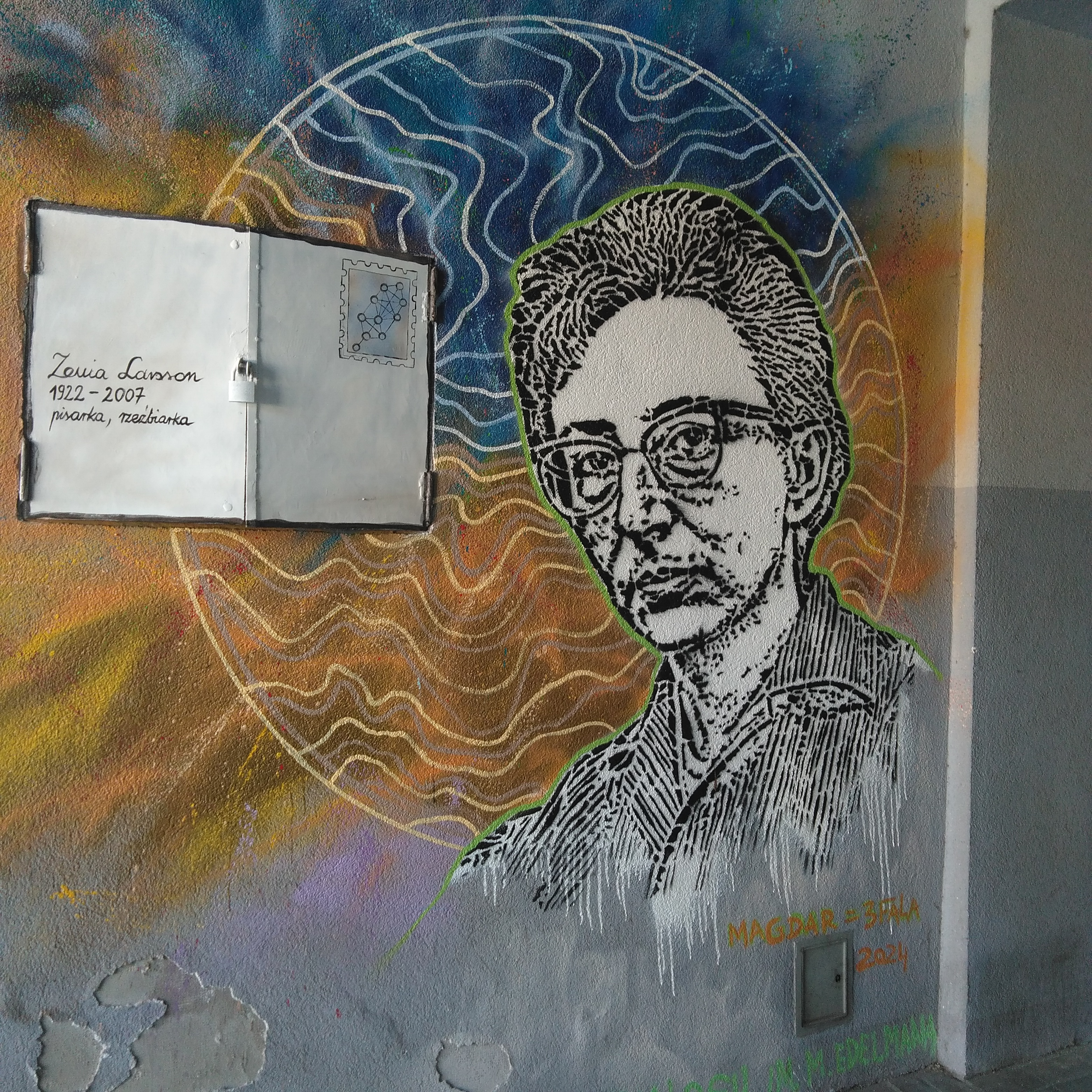
Mural w Łodzi (ul. Łagiewnicka 25) upamiętniający postać Zeni Larsson.

Zenia Szajna Larsson, de domo Marcinkowska (ur. 2 kwietnia 1922 w Łodzi, zm. 4 września 2007 w Sztokholmie) – polsko-szwedzka pisarka i rzeźbiarka żydowskiego pochodzenia, ocalała z Zagłady. 

## Życiorys
Urodziła się w 2 kwietnia 1922 roku w Łodzi jako Zenia Marcinkowska. Wychowała się robotniczej dzielnicy. Zaprzyjaźniła się w dzieciństwie z Chavą Rosenfarb, z którą później przez lata prowadziła korespondencję. W latach 1940–1944 mieszkała w łódzkim getcie. Ojciec Zeni popełnił samobójstwo, by jego żona i córka dostały jego przydział żywności; Rosenfarb odkryła jego ciało. Po likwidacji getta Zenia została deportowana do obozu Auschwitz-Birkenau, a następnie do Bergen-Belsen, gdzie dotrwała oswobodzenia obozu w kwietniu 1945 roku. Emigrowała do Szwecji w sierpniu tego samego roku, dzięki pomocy Czerwonego Krzyża.
Studiowała rzeźbę na akademii sztuk pięknych, kształciła się w pracowni Erica Grateʼa. Pracując z różnorodnym materiałem, takim jak drewno, terakota, gips i marmur, tworzyła przede wszystkim studia postaci oraz portrety, w tym wizerunek Astrid Lindgren. Do jej prac w przestrzeni publicznej należy rzeźba Vandraren w Falun.
W 1960 roku zadebiutowała jako pisarka autobiograficzną powieścią Skuggorna vid träbron, w której opisała II wojnę światową z punktu widzenia swojego alter ego, dziewczynki o imieniu Paula Levin. Utwór otwierał trzytomowy cykl wojenny, na który składają się dodatkowo Lang är gryningen (1961) i Livet till mötes (1962). Tym samym Larsson była jedną z pierwszych osób w Szwecji, które opisały swoje doświadczenia w obozach koncentracyjnych. W dorobku Larsson znajdują się powieści, opowiadania, eseje oraz słuchowiska radiowe. Opublikowała także swoje listy do Chavy Rosenfarb w zbiorze pt. Brev Fran En Ny Verk Lighet (1972).
Zmarła 4 września 2007 roku w Sztokholmie.